# 薩克斯克湖

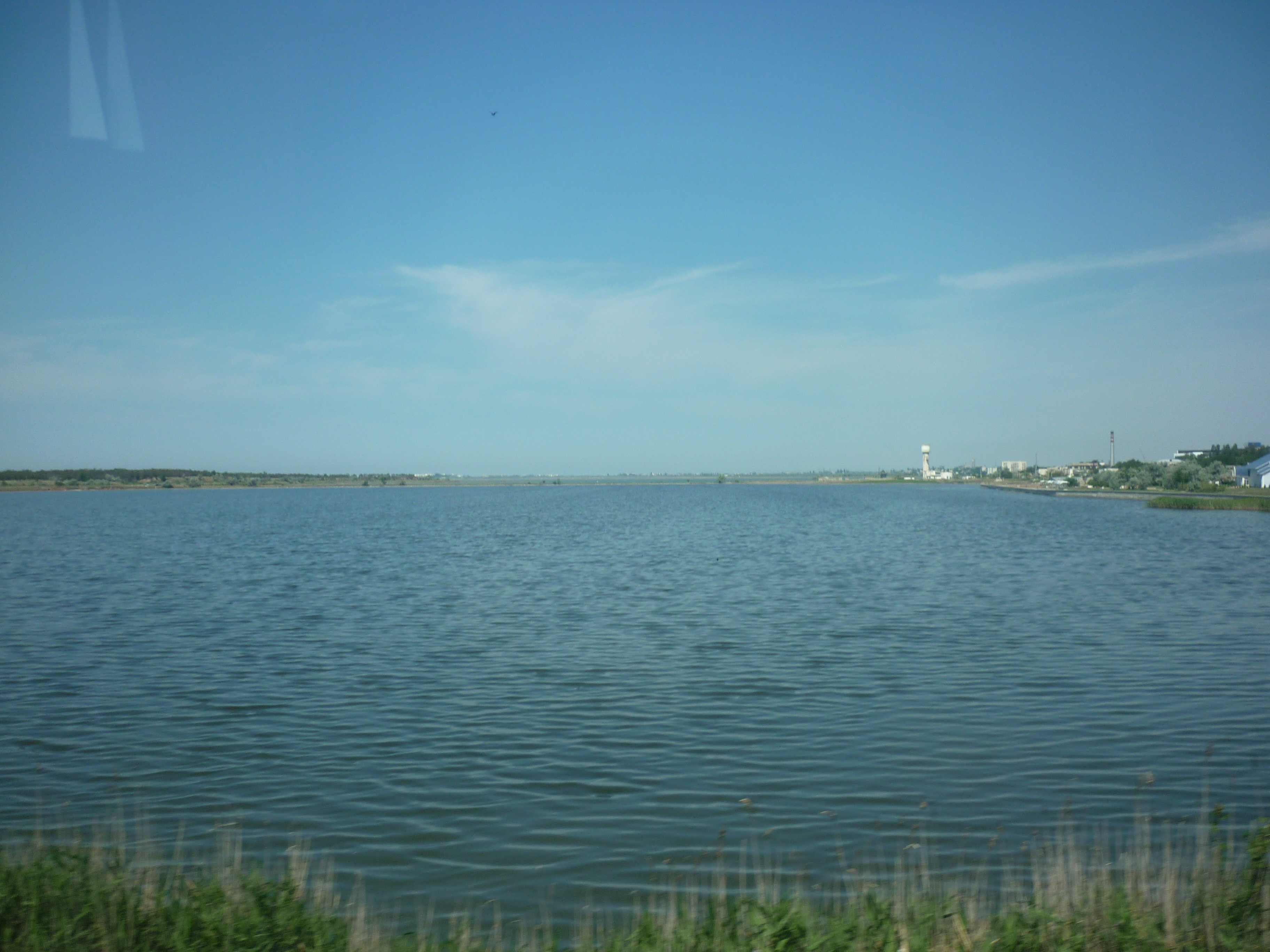

45°08′N 33°36′E / 45.133°N 33.600°E
薩克斯克湖（俄语：Сакское озеро），是俄羅斯的湖泊，位於該國克里米亞共和國的薩基區，長5.5公里、寬1.6至3公里，面積9.7平方公里，平均水深0.6米，最大水深1.5米。